# Пускач рудниковий вибухобезпечний

Пускач рудниковий вибухобезпечний (рос. пускатель рудничный взрывобезопасный, англ. mine explosionproof starter; нім. explosionssicherer (schlagwettersicherer) Grubenanlasser m) — комутаційний апарат, призначений для керування електроприводами гірничих машин та механізмів, а також для захисту від струмів короткого замикання у відхідних приєднаннях трифазних розподільних мереж низької напруги (до 1200 В). Крім того, пускачі виконують функції струмового захисту від перевантаження електродвигунів, захист від подачі напруги на пошкоджену ділянку мережі, контроль опору ланцюга заземлення пересувних машин та механізмів та захист від страти керованості.
Конструктивно пускачі виконуються у вигляді вибухозахищеної оболонки, яка має ввідну та вивідну камери, камеру апаратного відділення зі швидковідкривною кришкою, яка механічно зблокована з рукояткою роз'єднувача. Функціонально пускачі мають такі основні вузли: роз'єднувач класичний або суміщений з прохідними ізоляторами; контактор електромагнітний повітряний або вакуумний; трансформатори струму; блоки захисту керування та схему форсування з джерелом живлення; пристрій сигналізації. Номінальна напруга пускачів: 1140/660 В, 380 В. Номінальний струм: 32; 63; 125; 160; 250; 320 та 400 А. Пускачі на номінальні струми 125; 160 та 250 А випускаються як з повітряними контакторами, так і з вакуумними, а на більші номінальні струми тільки з вакуумними контакторами. Застосування останніх суттєво підвищує надійність комутаційного апарата.
У вугільних шахтах України та інших країн пострадянського простору експлуатуються пускачі серій ПВМИ, ПВИ, ПРВ, ПВИР, ПРВМ, ПРВИ та ПВИ-М, які випускаються Торезьким електротехнічним заводом, дослідно-експериментальним заводом УкрНДІВЕ та заводом «Кузбаселектромотор» (РФ). У 2001 р. освоюється нова серія універсальних реверсивних пускачів, які дозволяють здійснювати перемикання на обраний номінальний струм безпосередньо в шахті.
Для відкритих гірничих робіт випускаються пускачі типу ПРН на номінальні струми 63 та 125 А. Основною відмінністю цих пускачів є полегшена прямокутна оболонка.
Серед зарубіжних фірм-виробників пускачів провідними є Befra (Чехія), Apator (Польща), Bartec (Німеччина).